# Ridiculous Fishing
Ridiculous Fishing is de bekendste en meest succesvolle game van de Nederlandse gameontwikkelaar Vlambeer uit Utrecht. Het spel volgde Vlambeers eerste game Radical Fishing, die was ontwikkeld voor Adobe Flash, op. In het spel neemt de speler de rol aan van visser Billy die op de meest absurde wijze vissen moet vangen. Ridiculous Fishing verscheen in maart 2013 oorspronkelijk voor iOS, in november 2013 volgde een versie voor Android. Het succes van het spel leverde Vlambeer 1 miljoen dollar op.

## Prijzen
Ridiculous Fishing heeft veel waardering van de pers gekregen. Het spel won de Dutch Game Award 2013 in de categorie Best Mobile Game. Daarnaast bekroonde Apple het spel met de Apple Design Award 2013 en met de prijs voor iPhone Game van het Jaar 2013. Ridiculous Fishing werd ook genomineerd in de categorie Mobile & Handheld Game van de BAFTA Games Awards 2014, maar uiteindelijk ging daar het PlayStation Vita-spel Tearaway er met de prijs vandoor. Ridiculous Fishing ontving tot slot prijzen van verschillende onafhankelijke websites, waaronder de Jimquisition Awards 2013 van The Escapist en de TouchArcade Game of the Year 2013 van TouchArcade.